# Otostigmus denticulatus
Otostigmus denticulatus är en mångfotingart som beskrevs av Pocock 1896. Otostigmus denticulatus ingår i släktet Otostigmus och familjen Scolopendridae.
Artens utbredningsområde är:
- Costa Rica.
- Guatemala.

Inga underarter finns listade i Catalogue of Life.